# نیروهای گریلایی بین‌المللی انقلابی خلق
نیروهای گریلایی بین‌المللی انقلابی خلق (به صورت مخفف: IRPGF) کلکتیوی از مبارزان آنارشیست از سراسر جهان بود. تشکیل این گروه در ۳۱ مارس سال ۲۰۱۷ اعلام شد. این گروه هدف از تشکیل خود را دفاع از انقلاب اجتماعی در روژاوا، در شمال سوریه، و گسترش آنارشیسم دانست. این گروه در ۲۴ سپتامبر ۲۰۱۸ انحلال خود را اعلام کرد.
شبه نظامیان IRPGF بخشی از یگان آزادی بین‌المللی است که از آوریل سال ۲۰۱۷ تشکیل شده‌اند. ترکیه آن‌ها را به عنوان سازمان‌های تروریستی و بخشی از احزاب اقماری حزب کارگران کردستان دانسته‌است.

## نگارخانه

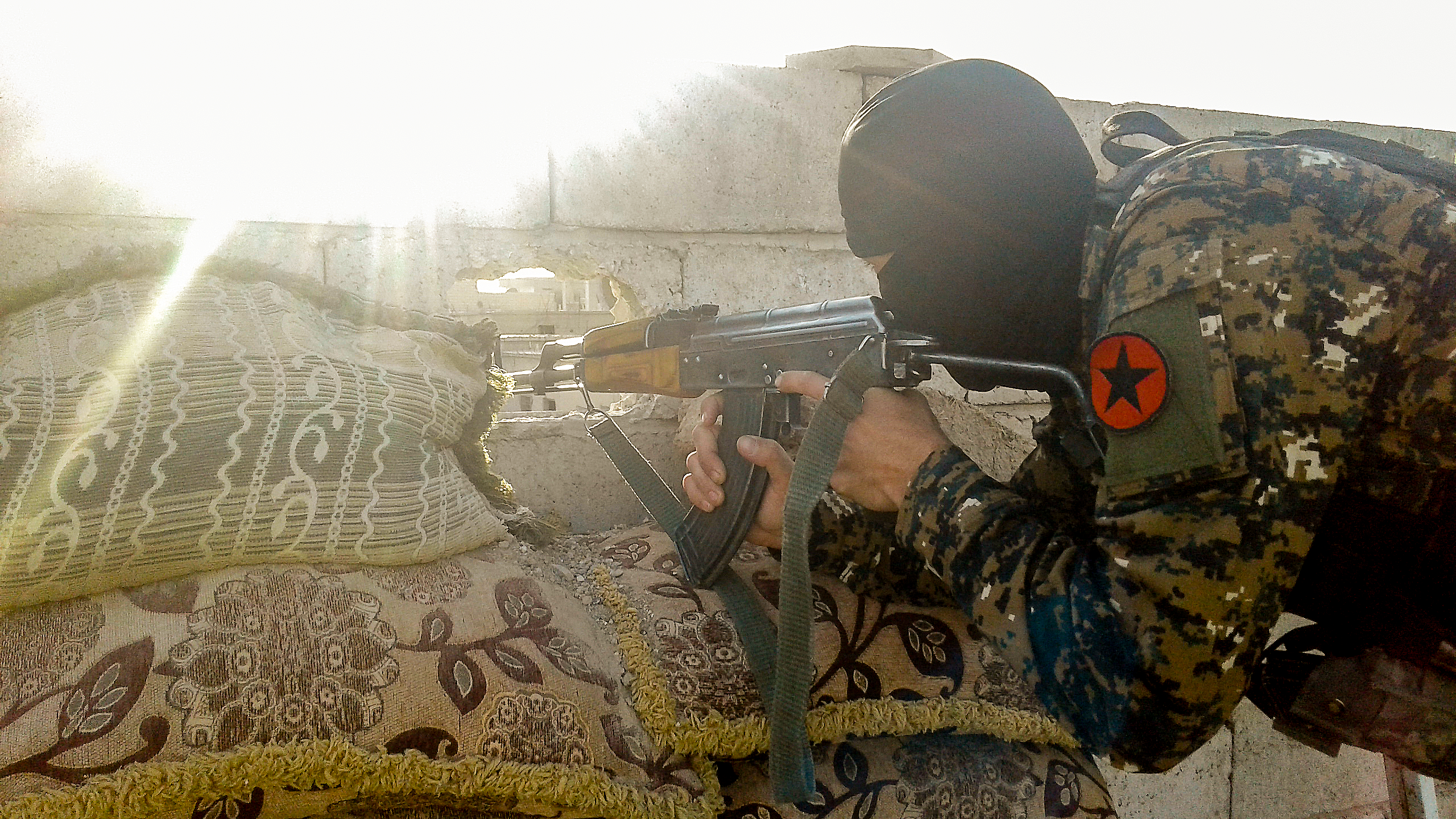
Another photo of IRPGF fighters in the Raqqa campaign
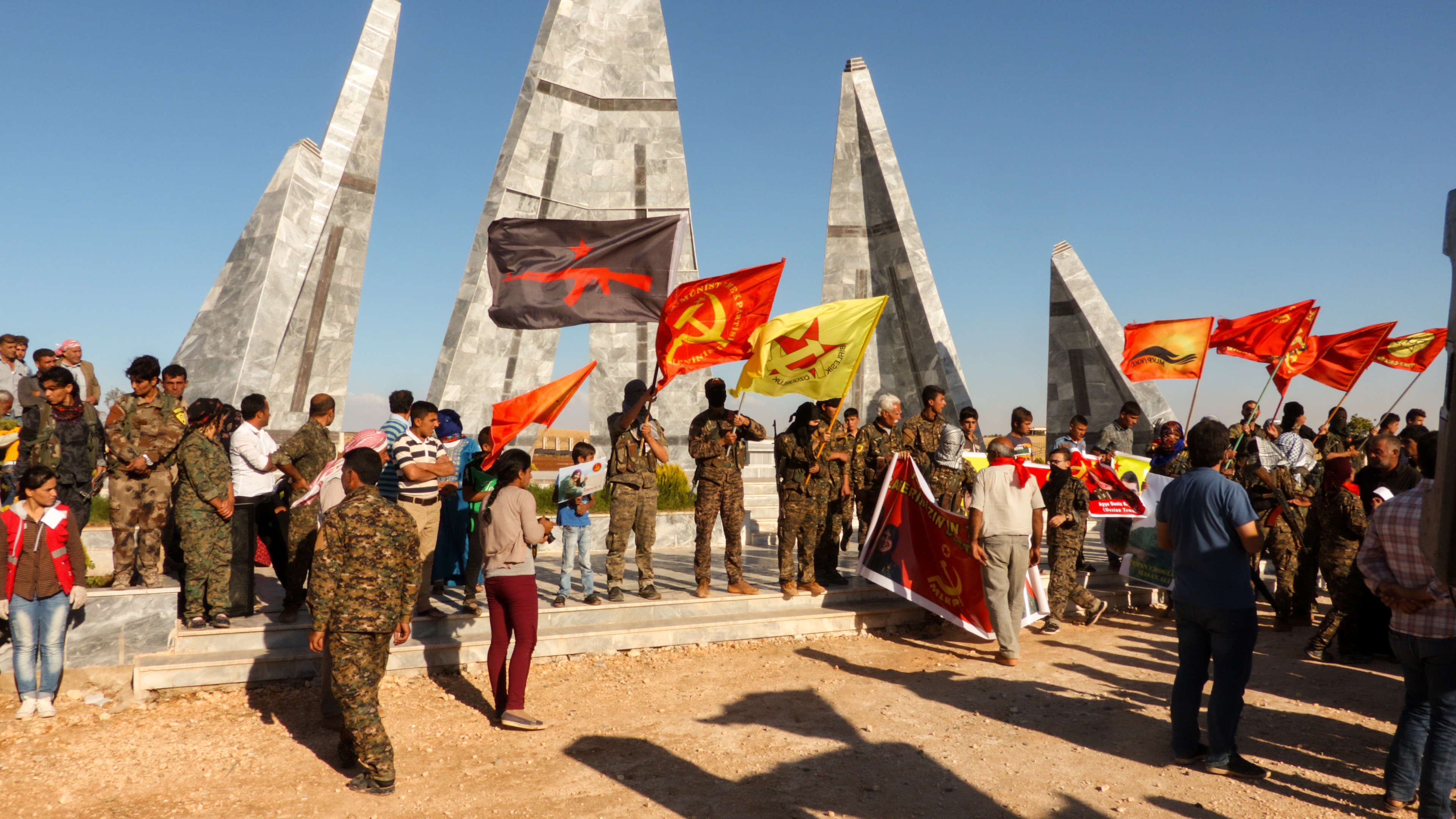
Fighters of IRPGF and IFB at the burial of Destan Temmuz, an MLKP fighter.
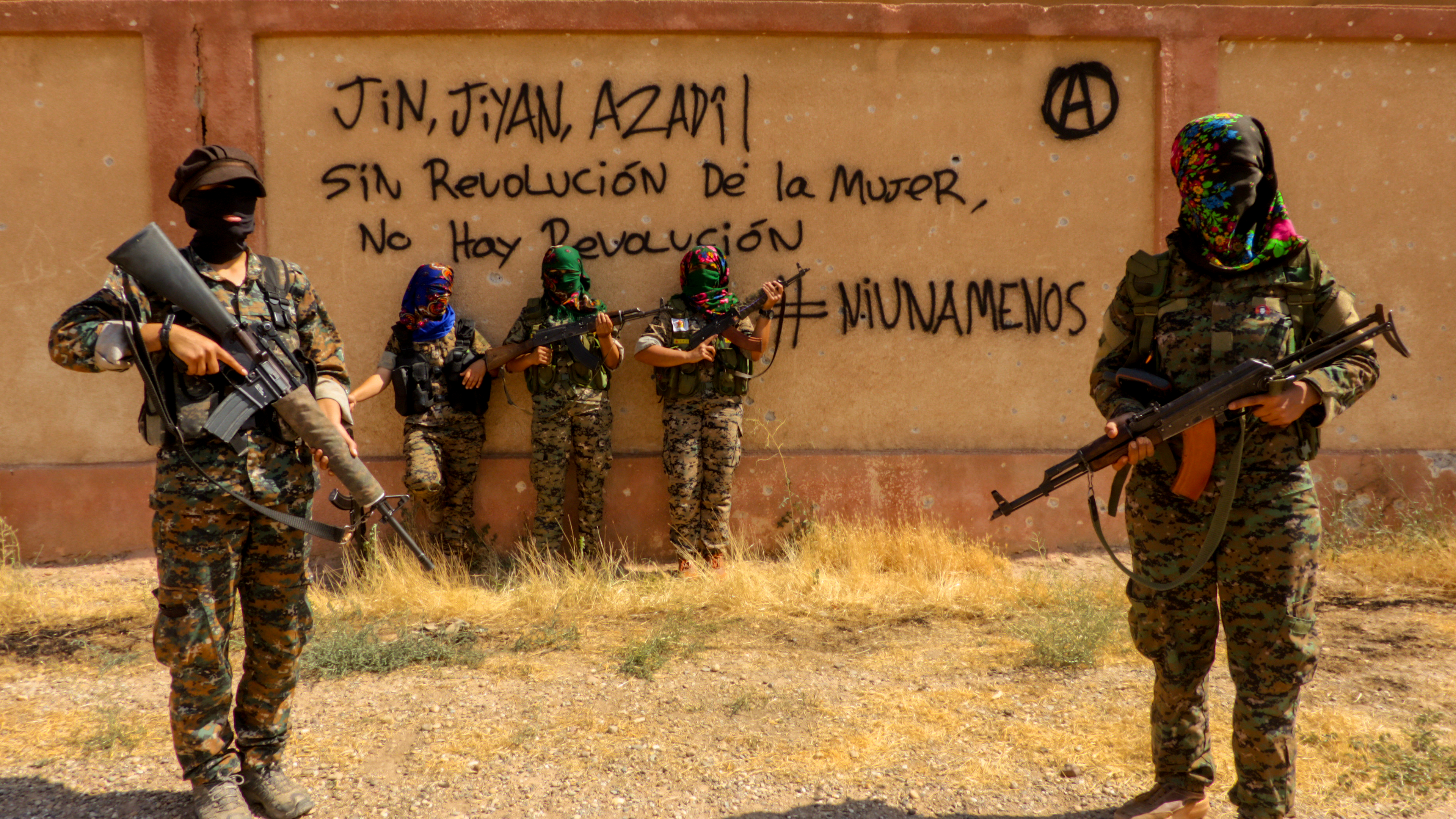
Solidarity with Ni una menos.
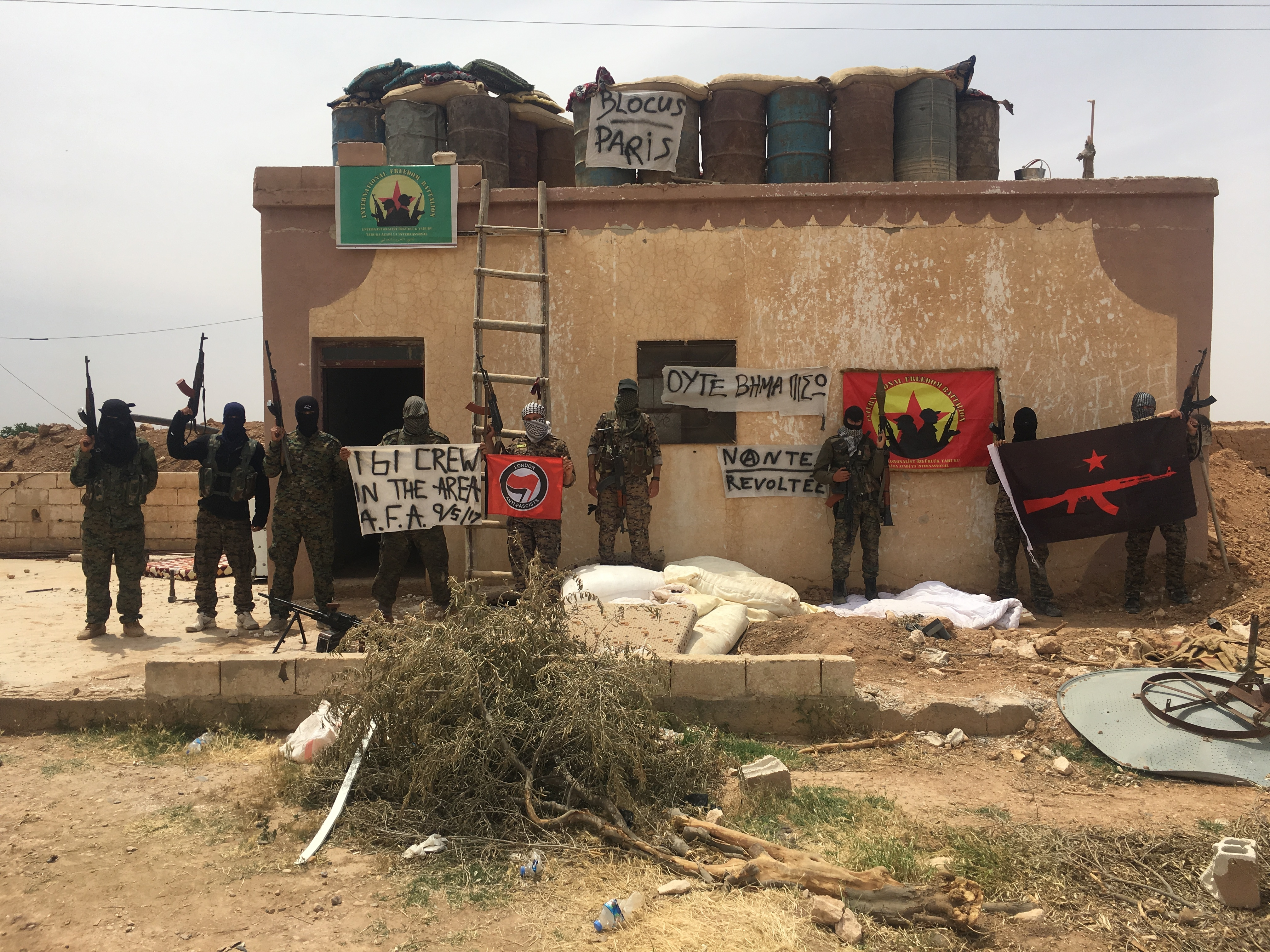
IFB and IRPGF members possing with their flags
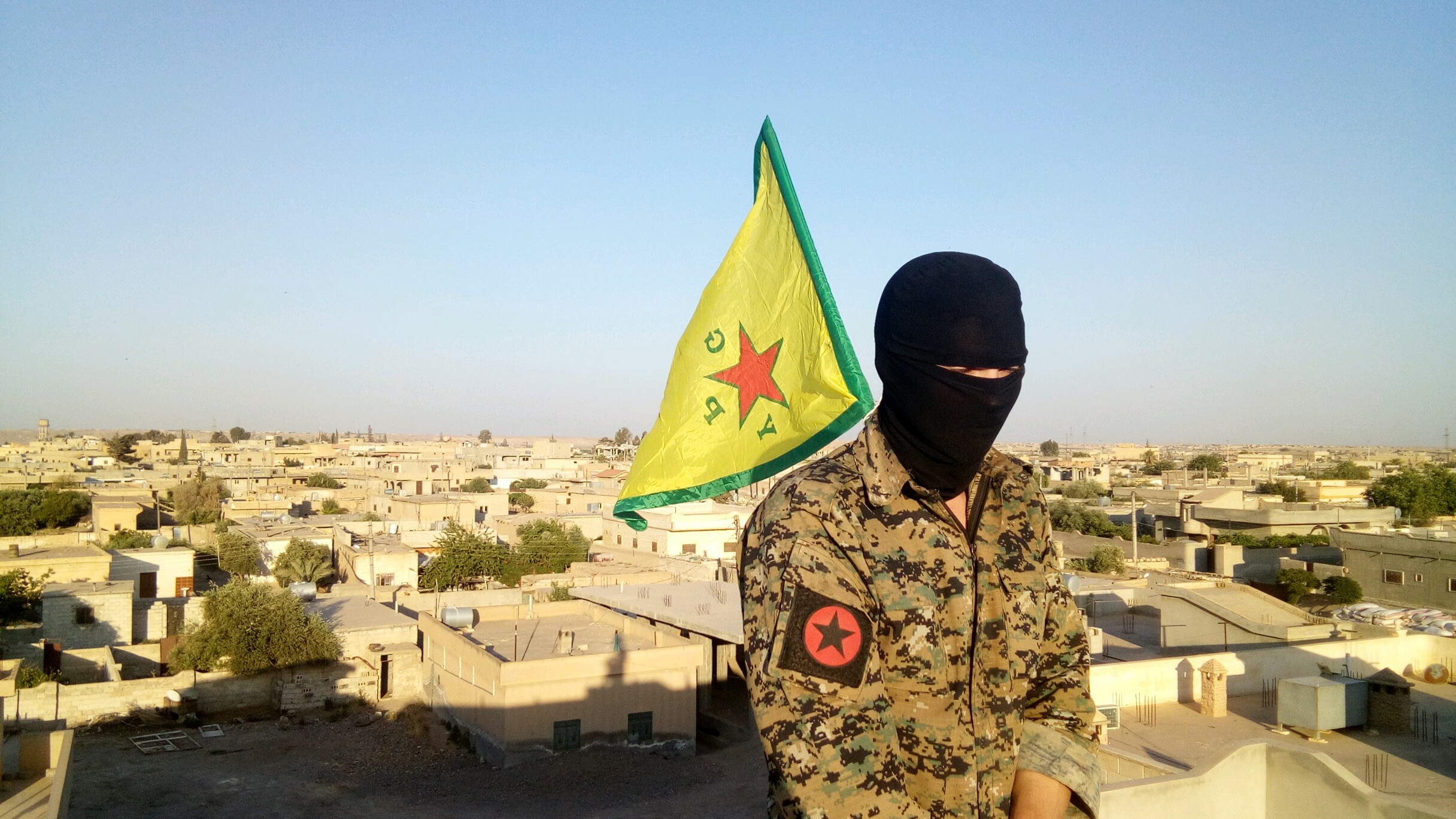
IRPGF members in Tabqa operation
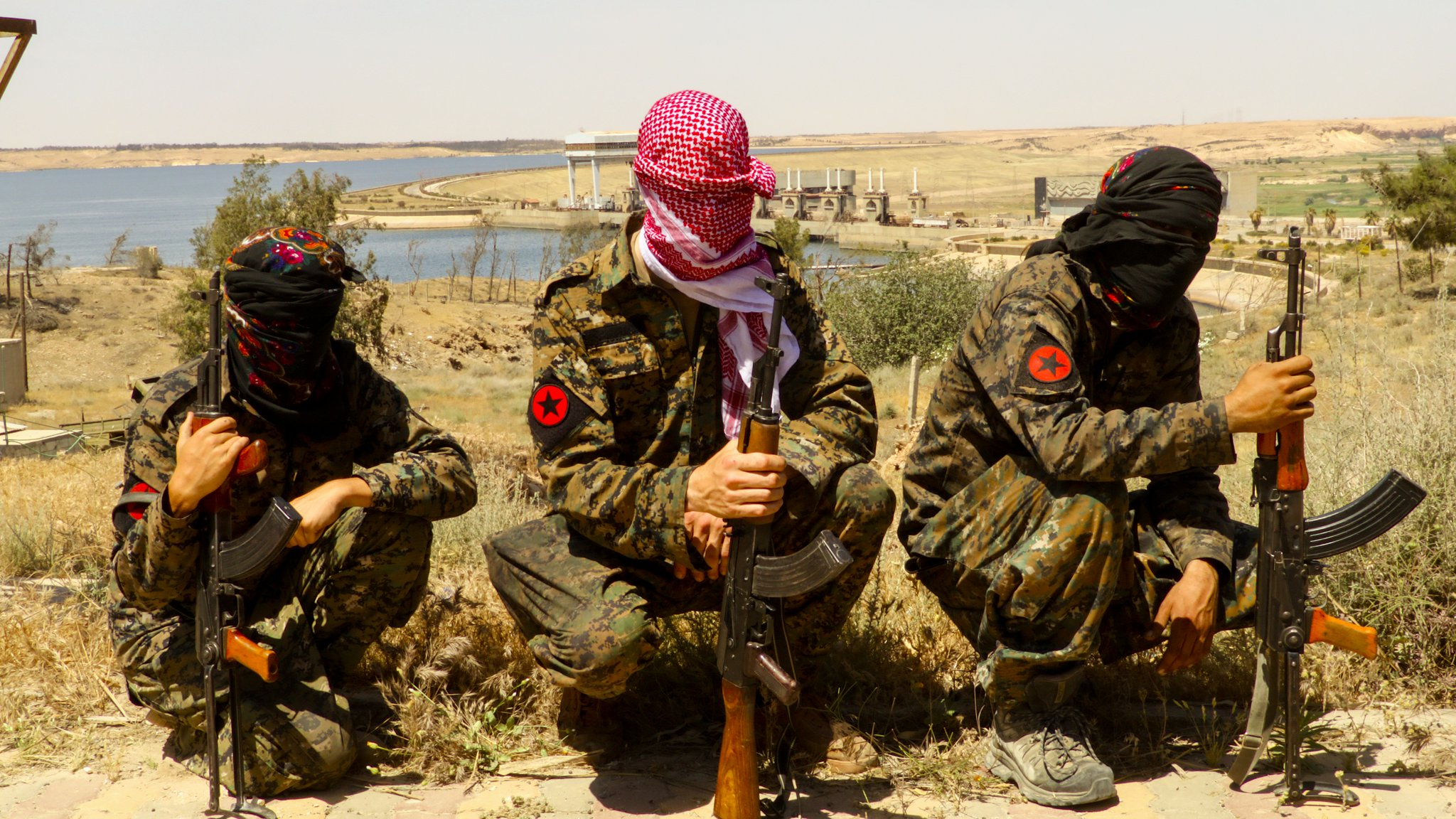
IRPGF members in Tabqa operation
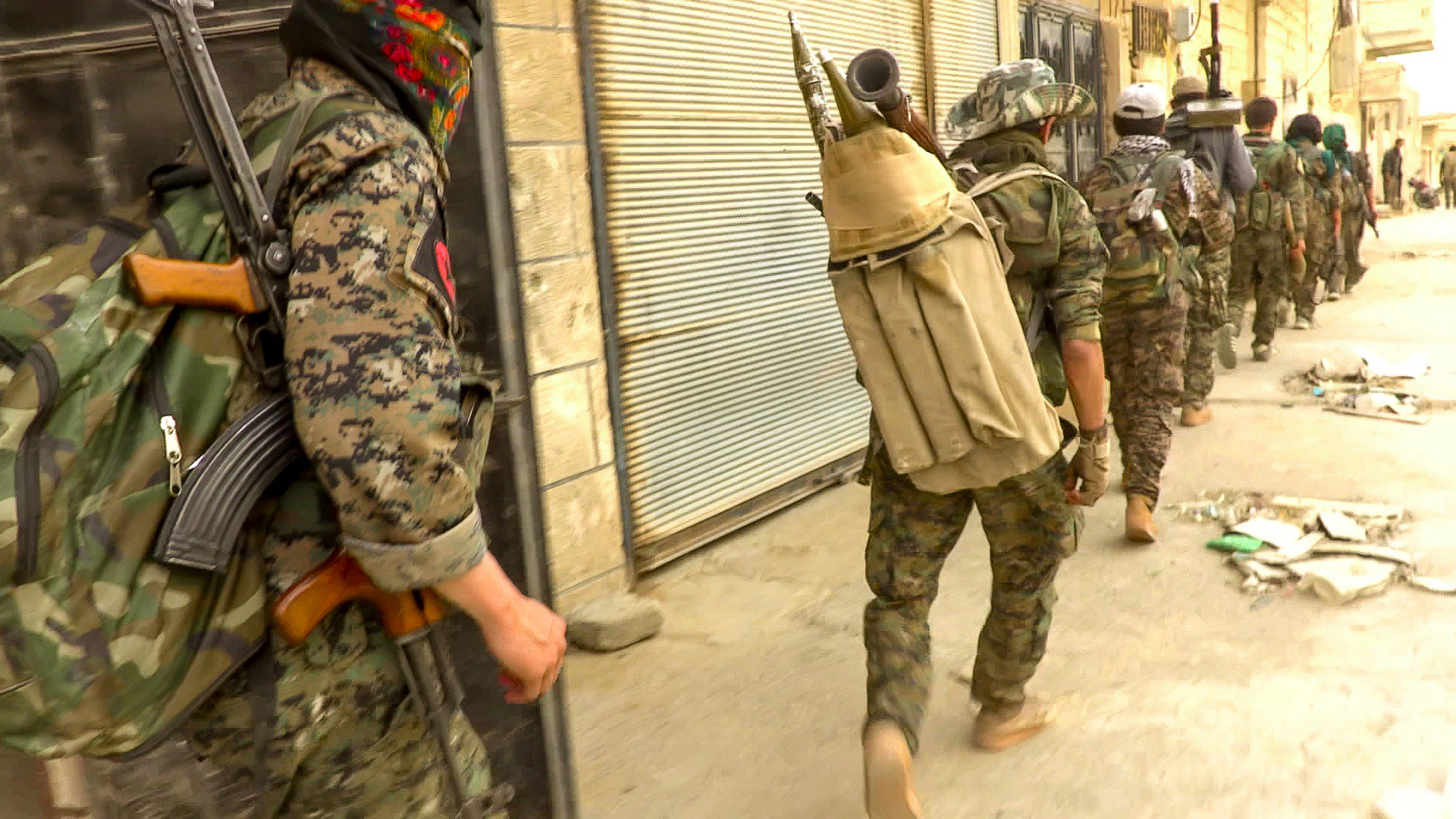
IRPGF members in Tabqa operation
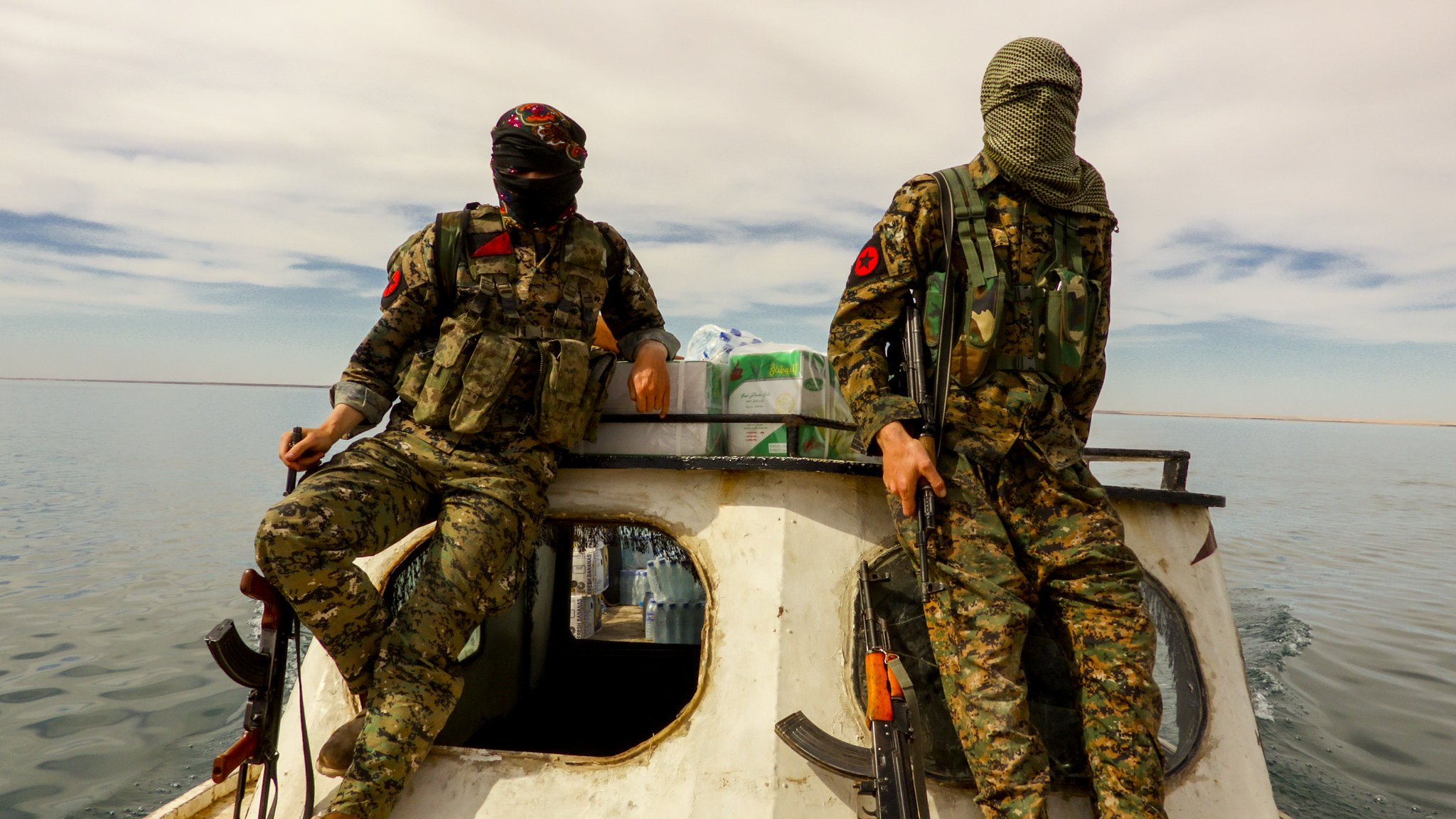
Fighters crossing the Lake Assad by boat.
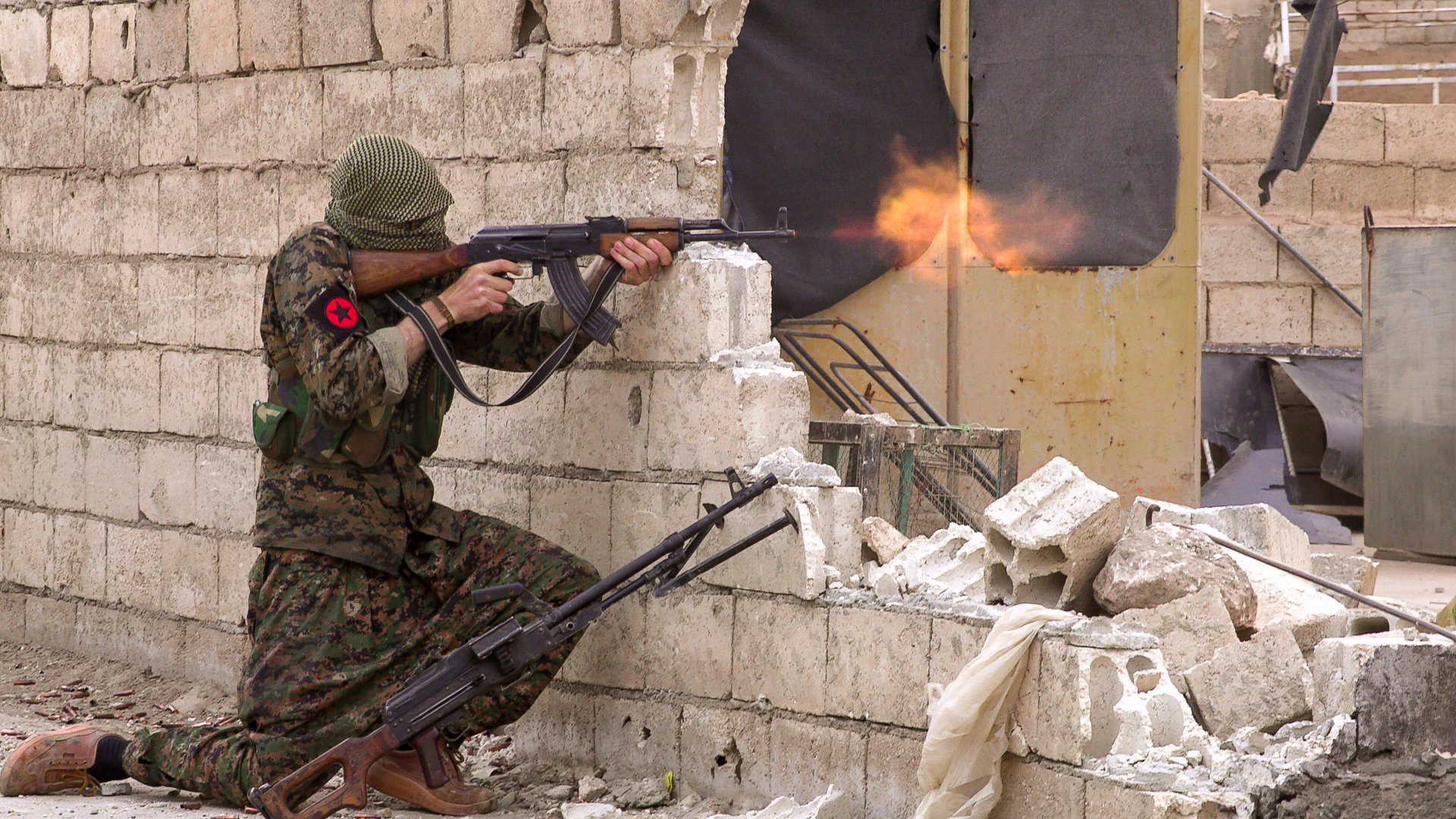
A fighter in position shooting, Tabqa
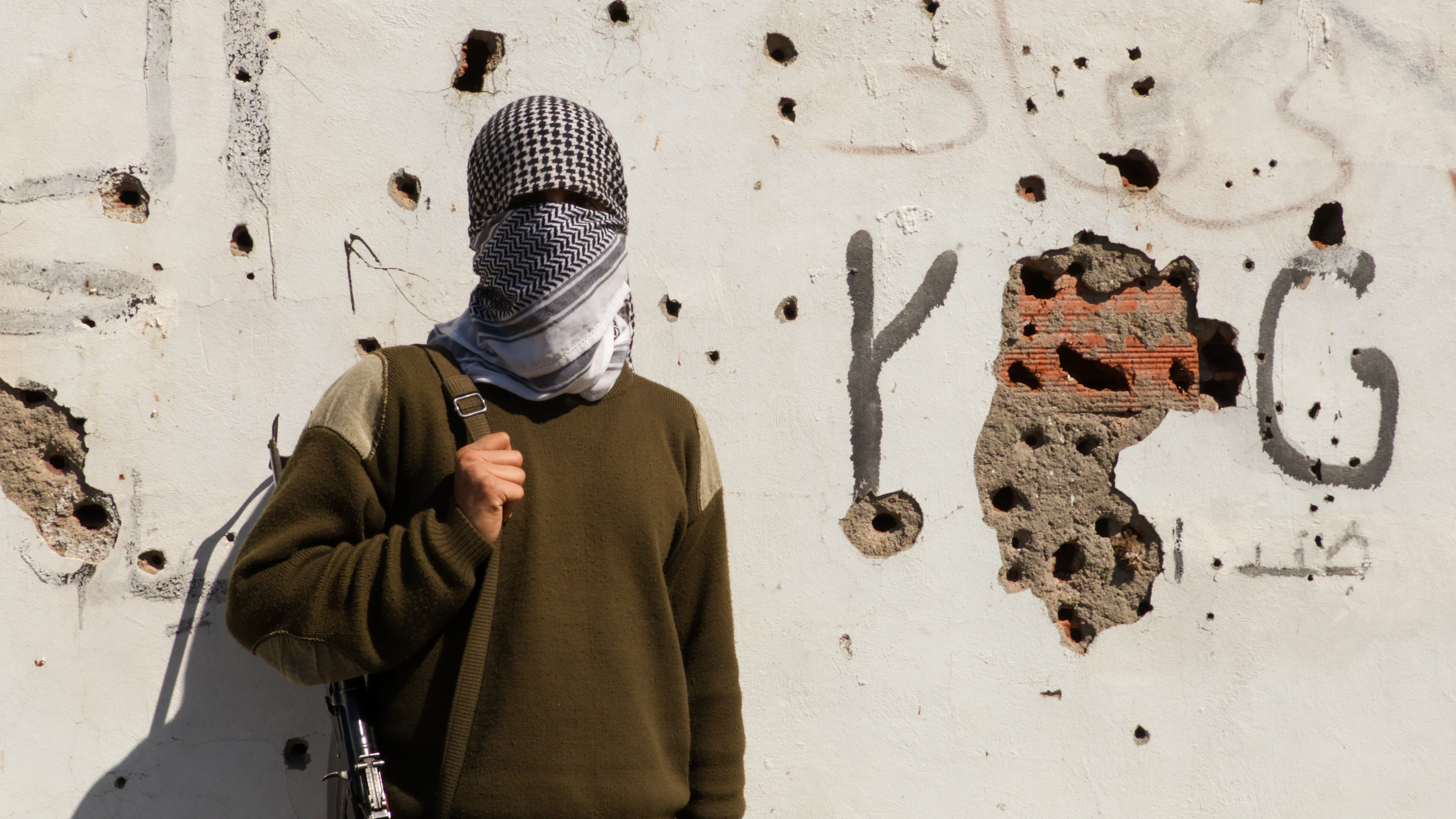
A member of the unit
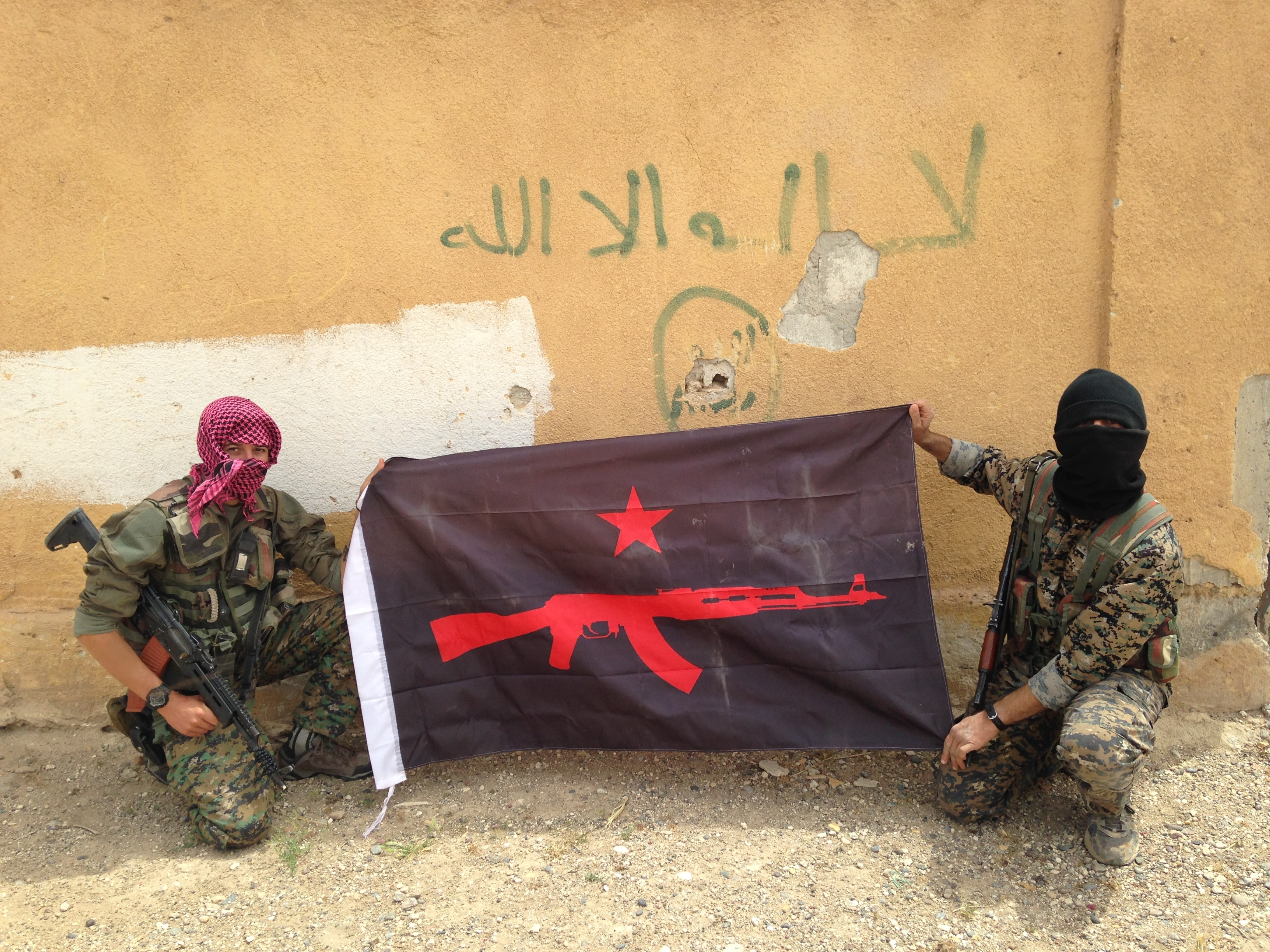
Flag of the IRPGF